# Daniel Day-Lewis
Sir Daniel Michael Blake Day-Lewis (Londra, 29 aprile 1957) è un attore britannico con cittadinanza irlandese.
Interprete di formazione teatrale classica, esordisce sul grande schermo nel 1971 con un piccolo ruolo non accreditato in Domenica, maledetta domenica; dopodiché, ha una brillante attività sul palcoscenico al Bristol Old Vic di Londra negli anni settanta. Nel 1982 partecipa a Gandhi di Richard Attenborough. Nonostante la partecipazione a poche pellicole selezionate, diviene presto una delle principali star degli anni ottanta e novanta, caratterizzando la sua carriera per l'eclettismo dei suoi personaggi e per il metodo attoriale, che lo vede calarsi nel personaggio interpretato fino quasi a identificarsi con esso. Per questo viene considerato uno dei maggiori interpreti della storia del cinema, avendo vinto tre premi Oscar come miglior attore protagonista.
Dopo la performance in Il mio piede sinistro di Jim Sheridan nel 1989 (col quale lavorerà in seguito anche in Nel nome del padre e in The Boxer), che gli vale il primo Oscar, prende parte al successivo L'ultimo dei Mohicani di Michael Mann (1992) e alle due pellicole di Martin Scorsese, L'età dell'innocenza (1993) e Gangs of New York (2002), ruoli accolti positivamente. Nel ruolo di Daniel Plainview in Il petroliere di Paul Thomas Anderson (2007) vince il secondo Oscar, mentre Steven Spielberg lo vuole nel 2012 per interpretare Abraham Lincoln nella pellicola omonima, ruolo che gli vale la terza statuetta. Si è ritirato dalle scene nel 2017 dopo il film Il filo nascosto, sua seconda collaborazione con Paul Thomas Anderson ma torna a recitare otto anni dopo interpretando Anemone, diretto dal figlio Ronan.

## Biografia
Daniel Day-Lewis nasce a Londra nel 1957, figlio di Cecil Day Lewis, un poeta e scrittore inglese di origine irlandese, e di Jill Balcon, un'attrice teatrale inglese nata in una famiglia ebraica ashkenazita di origini lettoni e polacche, figlia a sua volta dell'attore Michael Balcon. Suo padre morì nel 1972 per un tumore al pancreas.
Nel 1993 ottenne la doppia cittadinanza, diventando cittadino irlandese oltre che britannico. Durante la sua particolare carriera vi fu anche una pausa dalle scene tra il 1997 e il 2001, in cui l'attore sparì dallo star system hollywoodiano e per un periodo svolse l'attività di apprendista calzolaio in una bottega di Firenze.

### Carriera
Studia a teatro alla Bristol Old Vic Theatre School di Londra, dopo un piccolo esordio cinematografico non accreditato in Domenica, maledetta domenica (1971). Nel 1982 partecipa con un piccolo ruolo in Gandhi e due anni dopo è nel cast di Il Bounty del 1984, al fianco di Anthony Hopkins e Mel Gibson. La notorietà arriva nel 1985 quando gira Camera con vista e My Beautiful Laundrette - Lavanderia a gettone. Nel 1988 recita nel film L'insostenibile leggerezza dell'essere. È in questo periodo di crescente popolarità che Day-Lewis e altri giovani attori britannici dell'epoca, come Gary Oldman, Colin Firth, Tim Roth e Bruce Payne, furono soprannominati "Brit Pack".
La vera fama lo travolge quando partecipa a Il mio piede sinistro di Jim Sheridan del 1989, per il quale vince il premio BAFTA e il premio Oscar per il migliore attore protagonista interpretando Christy Brown, un ragazzo paralizzato con l'eccezione del piede sinistro con il quale ha poi scritto la sua biografia e dipinto diversi quadri. Nel 1992 lavora in L'ultimo dei Mohicani, per la regia di Michael Mann; l'anno successivo è la volta di L'età dell'innocenza di Martin Scorsese e, di nuovo con Sheridan, nel drammatico Nel nome del padre nel quale, interpretando la parte di Gerry Conlon, riceve un'altra candidatura al premio Oscar per miglior attore protagonista, non riuscendo però a vincerlo, battuto da Tom Hanks per Philadelphia.
Torna nel 1996 nel drammatico La seduzione del male, mentre nel 1997 è di nuovo protagonista in un film di Sheridan, The Boxer; il film non riscuote un gran successo commerciale, ma Day-Lewis riceve una candidatura al Golden Globe come attore protagonista nella sezione drammatica, senza aggiudicarsi la statuetta.
Decide di ritirarsi per qualche tempo a Firenze dove trova casa in piazza Santo Spirito e si fa assumere come apprendista calzolaio. È Martin Scorsese che riesce a convincerlo a prendere di nuovo parte a un film come protagonista per Gangs of New York, dove la sua interpretazione di Bill il Macellaio gli consente per la terza volta di essere candidato al premio Oscar, di nuovo come protagonista, ma senza vincerlo, aggiudicandosi invece il secondo BAFTA della carriera.

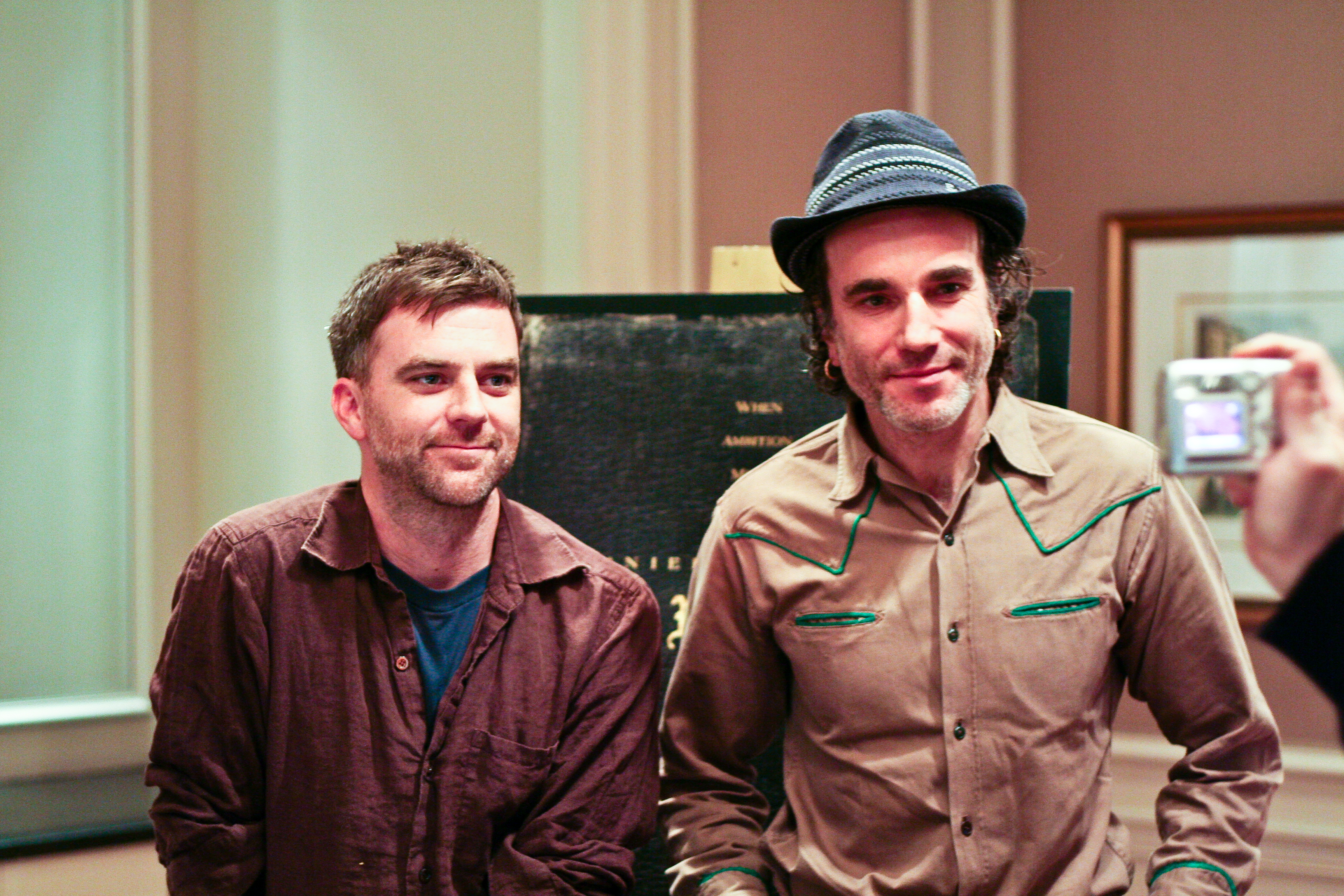
Daniel Day-Lewis con Paul Thomas Anderson, che lo ha diretto in Il petroliere (2007) e in Il filo nascosto (2017)

Dopo aver recitato in La storia di Jack & Rose del 2005, torna al cinema nel 2007 in Il petroliere di Paul Thomas Anderson dove l'interpretazione del cercatore di petrolio Daniel Plainview gli fa ottenere il suo primo Golden Globe, il terzo premio BAFTA e il suo secondo Oscar.
Nel 2009 è protagonista del musical Nine, di Rob Marshall, ispirato al film di Federico Fellini 8½. L'attore veste i panni di Guido Contini, un regista in crisi creativa, alter ego di Fellini. La storia ruota intorno al rapporto con le donne della sua vita.
Nel 2013 vince il suo terzo Oscar come migliore attore protagonista, in Lincoln di Steven Spielberg, nel quale interpreta il presidente Abraham Lincoln durante gli anni della Guerra di secessione americana. Per questo ruolo ha ricevuto anche il suo secondo Golden Globe come miglior attore drammatico, e il quarto premio BAFTA.
Nel 2017 torna a recitare in un film di Paul Thomas Anderson dal titolo Il filo nascosto. La pellicola è ambientata nella Londra degli anni cinquanta all'interno del mondo della moda. È il suo primo film dal 2012 e inizialmente doveva essere l'ultimo della sua carriera: nel giugno dello stesso anno, infatti, l'attore ha annunciato il suo ritiro dal mondo del cinema, mentre dal 1989 aveva già smesso di recitare in teatro.
Day-Lewis tornerà invece sullo schermo per il film drammatico del 2025 Anemone, che segna l'esordio come regista cinematografico del figlio Ronan, anche co-autore della sceneggiatura della pellicola insieme al padre.

## Vita privata
Day-Lewis è sposato dal 1996 con Rebecca Miller, conosciuta sul set di La seduzione del male, dalla quale ha avuto due figli: Ronan Cal (1998) e Cashel Blake (2002). In precedenza era stato legato dal 1989 al 1995 con l'attrice francese Isabelle Adjani. Dopo la separazione, Adjani ebbe un figlio, Gabriel Kane Day-Lewis (1995), che lui riconobbe come proprio.

## Filmografia

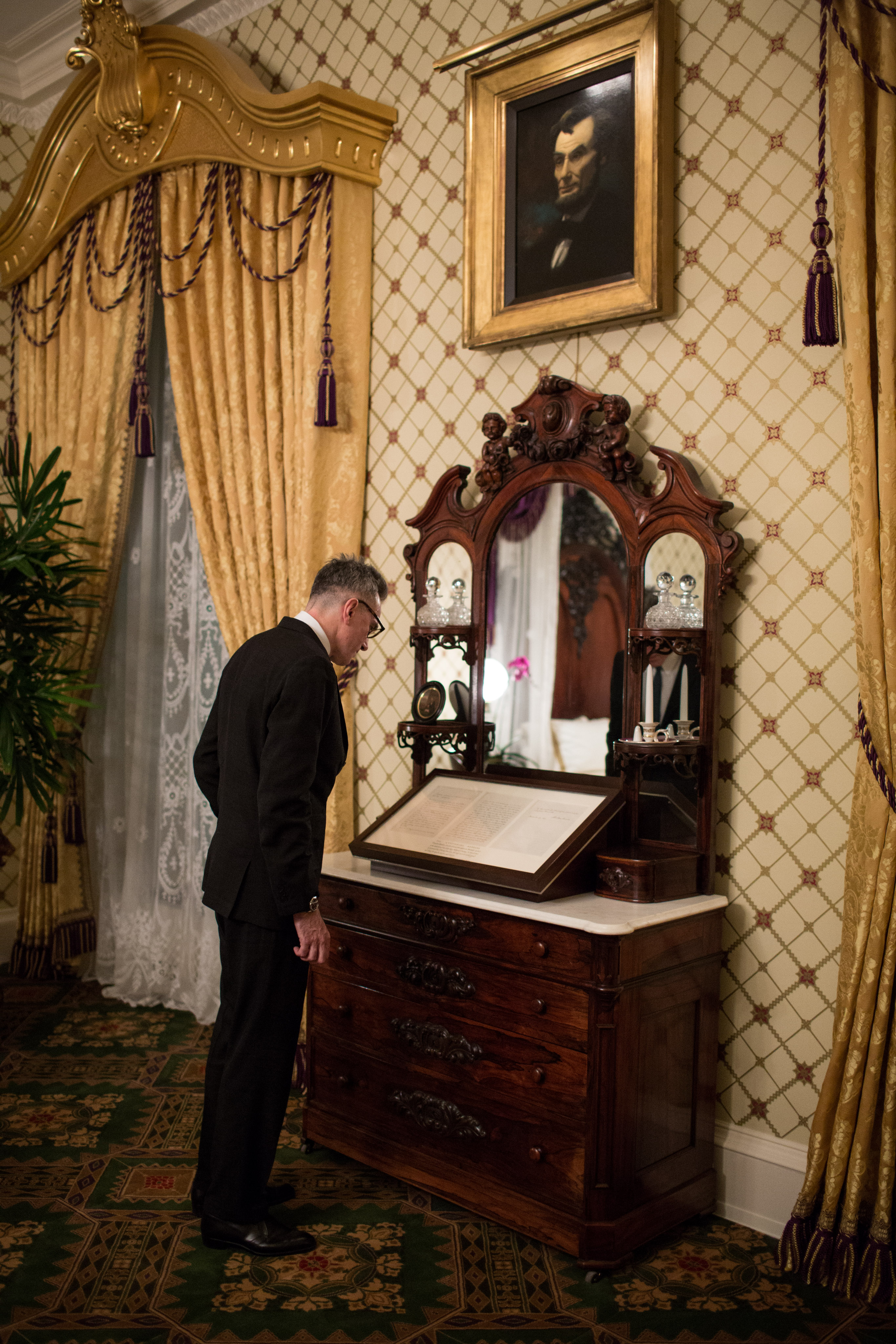
Daniel Day-Lewis alla Casa Bianca nel 2013

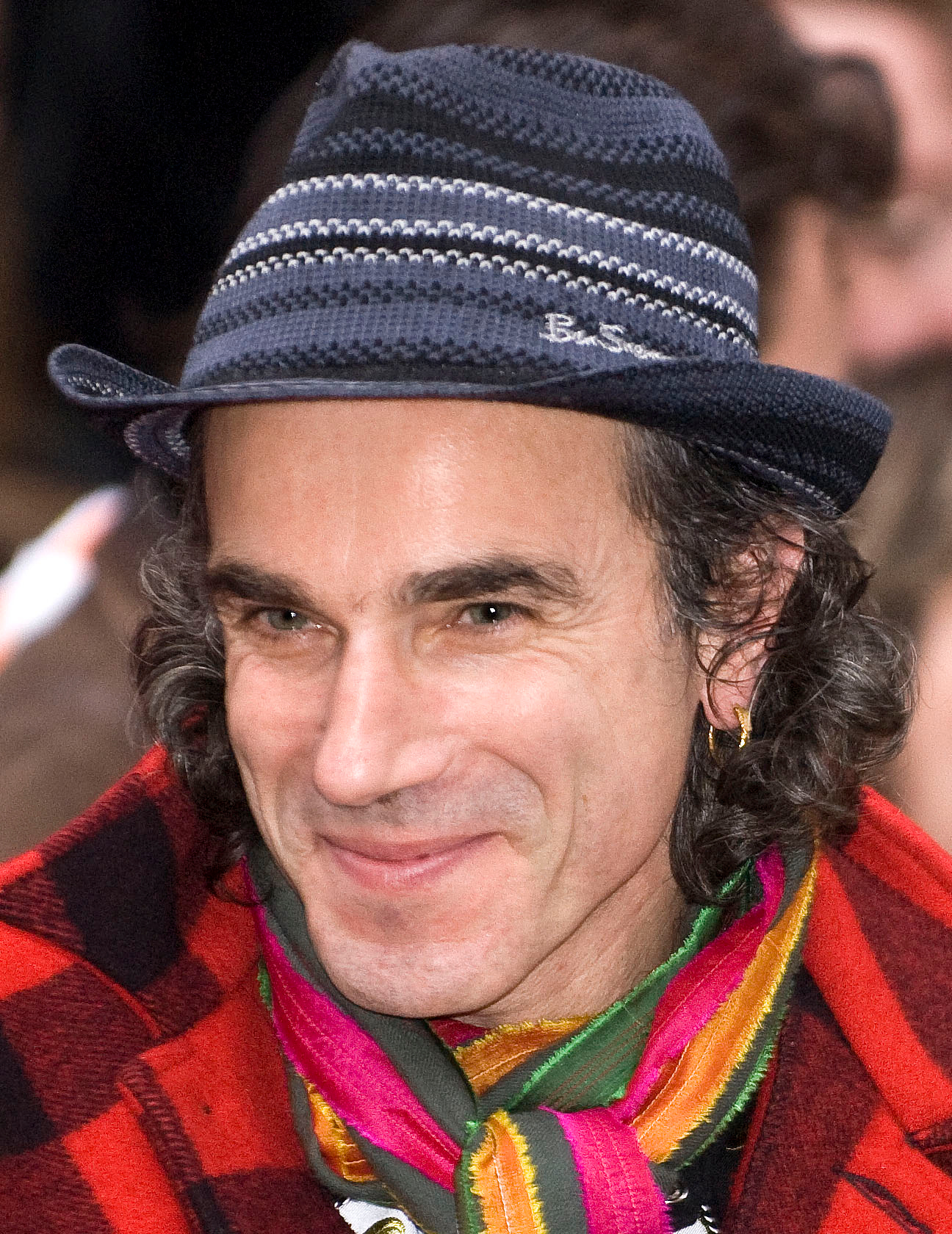
Daniel Day-Lewis nel 2008

### Cinema
- Domenica, maledetta domenica (Sunday Bloody Sunday), regia di John Schlesinger (1971)
- Gandhi, regia di Richard Attenborough (1982)
- Il Bounty (The Bounty), regia di Roger Donaldson (1984)
- My Beautiful Laundrette - Lavanderia a gettone (My Beautiful Laundrette), regia di Stephen Frears (1985)
- Camera con vista (A Room with a View), regia di James Ivory (1985)
- Nanou, regia di Conny Templeman (1986)
- L'insostenibile leggerezza dell'essere (The Unbearable Lightness of Being), regia di Philip Kaufman (1988)
- Un gentleman a New York (Stars and Bars), regia di Pat O'Connor (1988)
- Fergus O'Connell - Dentista in Patagonia (Eversmile, New Jersey), regia di Carlos Sorín (1989)
- Il mio piede sinistro (My Left Foot: The Story of Christy Brown), regia di Jim Sheridan (1989)
- L'ultimo dei Mohicani (The Last of the Mohicans), regia di Michael Mann (1992)
- L'età dell'innocenza (The Age of Innocence), regia di Martin Scorsese (1993)
- Nel nome del padre (In the Name of the Father), regia di Jim Sheridan (1993)
- La seduzione del male (The Crucible), regia di Nicholas Hytner (1996)
- The Boxer, regia di Jim Sheridan (1997)
- Gangs of New York, regia di Martin Scorsese (2002)
- La storia di Jack & Rose (The Ballad of Jack and Rose), regia di Rebecca Miller (2005)
- Il petroliere (There Will Be Blood), regia di Paul Thomas Anderson (2007)
- Nine, regia di Rob Marshall (2009)
- Lincoln, regia di Steven Spielberg (2012)
- Il filo nascosto (Phantom Thread), regia di Paul Thomas Anderson (2017)

### Televisione
- Eddie Shoestring, detective privato (Shoestring) – serie TV, 1 episodio (1980)
- Thank You, P.G. Wodehouse – film TV (1981)
- Artemis 81 – film TV (1981)
- BBC2 Playhouse – serie TV, 1 episodio (1982)
- Frost in May – miniserie TV, 3 episodi (1982)
- Play of the Month (BBC Play of the Month) – serie TV, 1 episodio (1983)
- My Brother Jonathan – serie TV, 5 episodi (1985)
- Screen Two – serie TV, 1 episodio (1986)

## Teatro
- L'ufficiale reclutatore, di George Farquhar, regia di Adrian Noble. Theatre royal di Bristol (1979)
- Troilo e Cressida, di William Shakespeare, regia di Richard Cottrell. Theatre Royal di Bristol (1979)
- Funny Peculiar, regia di Peter Postlethwaite. Little Theatre di Bristol (1979)
- Old King Cole, regia di Bob Crowley. Old Vic di Bristol (1979)
- Nemico di classe, di Nigel Williams, regia di David Rome. Old Vic di Bristol (1980)
- Edoardo II, di Christopher Marlowe, regia di Richard Cottrell. Old Vic di Bristol (1980)
- Oh, What a Lovely War!, di Joan Littlewood, regia di David Tucker. Theatre Royal di Bristol (1980)
- Sogno di una notte di mezza estate, di William Shakespeare, regia di Richard Cottrell. Theatre Royal di Bristol (1980)
- Ricorda con rabbia, di John Osborne, regia di George Costigan. Little Theatre di Bristol (1981)
- Dracula, da Bram Stoker, regia di George Costigan. Little Theatre di Bristol (1981)
- Another Country, di Julian Mitchell, regia di Stuart Burge. Queen's Theatre di Londra (1982)
- Sogno di una notte di mezza estate, di William Shakespeare, regia di Sheila Hancock e John Caird. Tour britannico della Royal Shakespeare Company (1983)
- Romeo e Giulietta, di William Shakespeare, regia di Sheila Hancock e John Caird. Tour britannico della Royal Shakespeare Company (1983)
- Dracula, da Bram Stoker, regia di Christopher Bond. Little Theatre di Londra (1984)
- Futurists, di Dusty Hughes, regia di Richard Eyre. National Theatre di Londra (1986)
- Amleto, di William Shakespeare, regia di Richard Eyre. National Theatre di Londra (1989)

## Riconoscimenti
- Premio Oscar
  - 1990 – Miglior attore per Il mio piede sinistro
  - 1994 – Candidatura al miglior attore per Nel nome del padre
  - 2003 – Candidatura al miglior attore per Gangs of New York
  - 2008 – Miglior attore per Il petroliere
  - 2013 – Miglior attore per Lincoln
  - 2018 – Candidatura al migliore attore per Il filo nascosto

- Golden Globe
  - 1990 – Candidatura al miglior attore in un film drammatico per Il mio piede sinistro
  - 1994 – Candidatura al miglior attore in un film drammatico per Nel nome del padre
  - 1998 – Candidatura al miglior attore in un film drammatico per The Boxer
  - 2003 – Candidatura al miglior attore in un film drammatico per Gangs of New York
  - 2008 – Miglior attore in un film drammatico per Il petroliere
  - 2010 – Candidatura al migliore attore in un film commedia o musicale per Nine
  - 2013 – Miglior attore in un film drammatico per Lincoln
  - 2018 – Candidatura per il migliore attore in un film drammatico per Il filo nascosto

- Premio BAFTA
  - 1990 – Miglior attore per Il mio piede sinistro
  - 1993 – Candidatura al migliore attore per L'ultimo dei Mohicani
  - 1994 – Candidatura al migliore attore per Nel nome del padre
  - 2003 – Miglior attore per Gangs of New York
  - 2008 – Miglior attore per Il petroliere
  - 2013 – Miglior attore per Lincoln
  - 2018 – Candidatura al miglior attore per Il filo nascosto

- Screen Actors Guild Award
  - 2003 – Miglior attore cinematografico per Gangs of New York
  - 2008 – Miglior attore cinematografico per Il petroliere
  - 2013 – Miglior attore cinematografico per Lincoln

- National Board of Review Awards
  - 1986 – Miglior attore non protagonista per My Beautiful Laundrette - Lavanderia a gettone

## Doppiatori italiani
Nelle versioni in italiano dei suoi film, Day-Lewis è stato doppiato da:
- Francesco Pannofino in L'età dell'innocenza, Gangs of New York, Il petroliere, Spielberg[14]
- Mino Caprio in My Beautiful Laundrette - Lavanderia a gettone, Camera con vista
- Fabrizio Temperini in Fergus O'Connell - Dentista in Patagonia, Il mio piede sinistro
- Lorenzo Macrì in Nel nome del padre, The Boxer
- Francesco Prando in La seduzione del male, La storia di Jack & Rose
- Pierfrancesco Favino in Nine, Lincoln
- Sergio Di Stefano in Il Bounty
- Claudio Sorrentino in L'insostenibile leggerezza dell'essere
- Roberto Chevalier in Un gentleman a New York
- Massimo Corvo in L'ultimo dei Mohicani
- Massimo Lodolo in Il filo nascosto